# Gare de Mont-Laurier
 (juin 2025).
La gare de Mont-Laurier est une gare ferroviaire canadienne, fermée et désaffectée, du Canadien Pacifique. Elle est située dans la ville de Mont-Laurier au Québec. 
Mise en service en 1909, elle est désignée gare ferroviaire patrimoniale du Canada en 1991. La gare se trouve sur l'Inventaire du patrimoine culturel de la MRC d'Antoine-Labelle par la province de Québec.

## Situation ferroviaire
La gare se trouve sur la subdivision Sainte-Agathe du Canadien Pacifique, qui "commence au nord de Montréal à Sainte-Thérèse (point milliaire 0,00) et va vers le nord jusqu'à Mont-Laurier (point milliaire 138,20) où elle se termine" . Le service passager se termine en 1981 ; "(...) après étude de la preuve qui lui a été présentée, l'Office (des transports du Canada) estime que l'embranchement n'est pas rentable et qu'il n'y a pas de motif raisonnable de croire qu'il puisse le devenir dans un avenir prévisible. L'Office a fait ces analyses aux termes du paragraphe 165(1) de la LTN 1987 et conclut que l'exploitation de la subdivision Sainte-Agathe, de Sainte-Agathe (point milliaire 44,40) à Mont-Laurier (point milliaire 138,20), doit être abandonnée." L'abandon de la ligne se fait le  31 décembre 1989 .

## Histoire
La gare est construite par des employés du chemin de fer, selon un plan standard de la compagnie, dans un style victorien. La gare (de forme rectangulaire) mesurait 50 pieds par 22 pieds (environ 15,24 par 6,7 mètres). Elle avait un bureau pour le chef de la gare, une salle d’attente, une salle aux bagages, une cuisine, une salle à manger et quatre chambres à coucher à l’étage (pour abriter le chef de la gare et sa famille). Elle est élargie en longueur vers 1927, pour devenir long de 119 pieds (environ 36,27 m) .
Quelques années après son ouverture, la gare gagne le premier prix d’un concours de jardins fleuris. Les fleurs étaient fournies par le Canadien  Pacifique, mais plantées et entretenues par les employés de la gare. La situation change vers 1915 ou 1916 ; les jardins seront abandonnés et leur emplacement servit de cour à bois et à charbon .
Pendant ces soixante-douze ans de service ferroviaire, 4 chefs de gare se succèdent : M. Hermas Lamarche en service de 1909 à 1953, Charles Paquin pour l’année 1953-1954, Albert Liboiron de 1956 à 1961 et Armand Gignac, de 1961 à 1981 .
Au fil des années, les voyageurs diminuent et le dernier train de passagers entre en gare le 11 novembre 1981. M. Gignac et plus de 200 personnes qui se  sont déplacées pour assister à ce triste événement donnent un adieu au service passager de la ligne.  Le transport des marchandises durera jusqu’au 31 décembre 1986, puis la gare sera fermée au complet .